# 禅臣洋行青岛分行
36°04′35.7″N 120°18′56.1″E / 36.076583°N 120.315583°E
禅臣洋行青岛分行，为德商禅臣洋行在青岛设立的分支机构，其办公楼旧址位于中国山东省青岛市市北区馆陶路5号，建于1913年。由于汇丰银行驻青岛分支机构曾长期在此办公，该楼也被称为英国汇丰银行青岛分行旧址。该建筑现为山东省文物保护单位。

## 历史

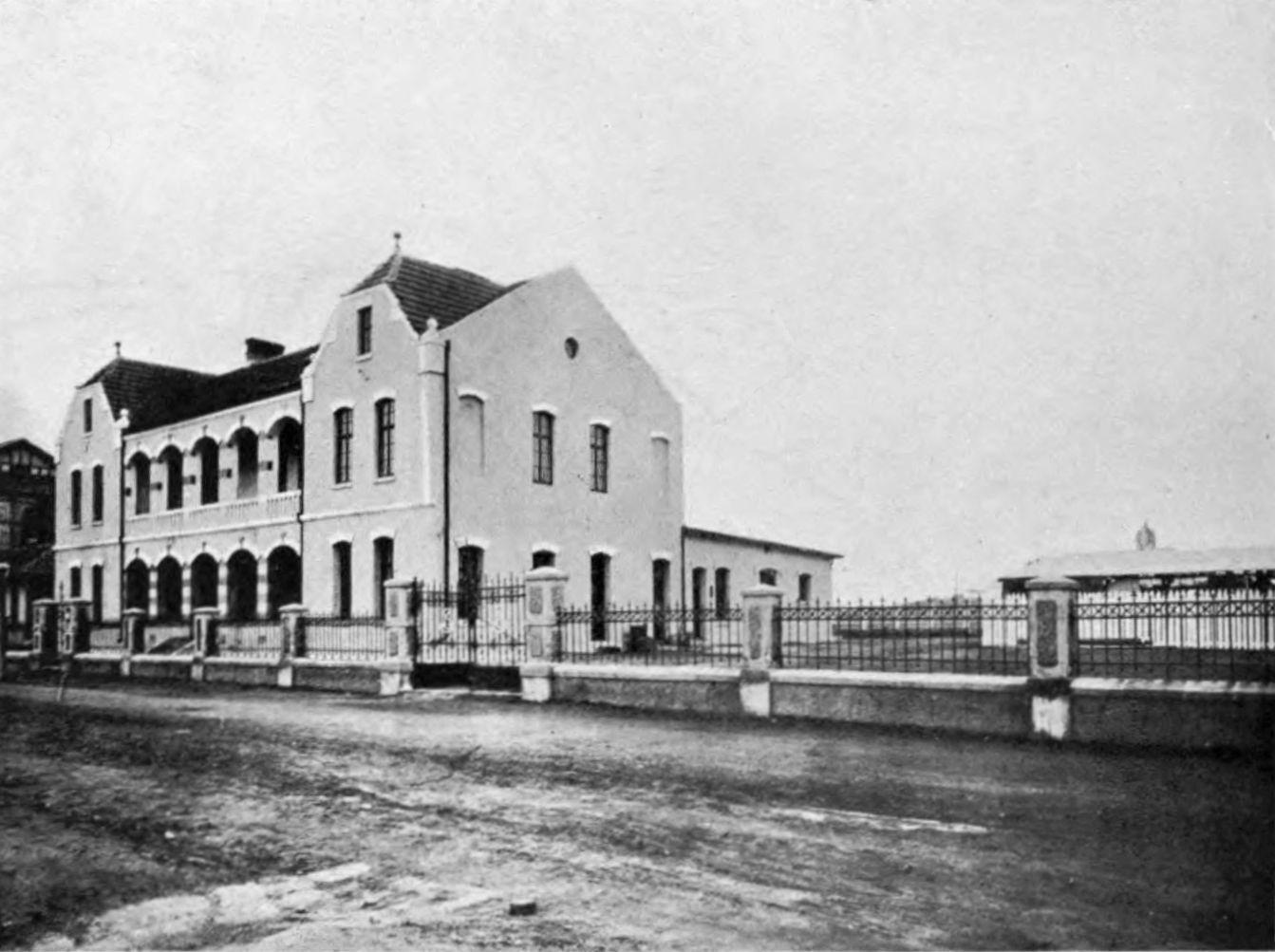
禅臣洋行在前海的办公楼（改造后）

禅臣洋行（Siemssen & Co.）青岛分行设立于1899年，其最初的办公兼住宅楼位于威廉皇帝海岸（Kaiser-Wilhelm-Ufer，今太平路）、今太平路39号附近，主楼为一栋两层建筑。禅臣洋行在青岛主要经营土产洋货进出口、代理保险等业务，同时也是德国政府在青岛最大的工厂、铁路成套设备供应商。1900年，德国人阿恩霍尔特·贝格（Arnhold Berg）任分行经理，同年自上海聘用扬州人丁敬臣做买办。1903年，埃米尔·霍夫特（Emil Hoeft）任经理。约1900年代中期，原主楼曾经历改造。
1913年，禅臣洋行买下皇帝街（Kaiserstraße，今馆陶路）吴淞街（Wusungstraße，今吴淞路）路口东北侧的地块，并从汇丰银行贷款6.5万元建造了新的办公综合楼，威廉皇帝海岸的原办公楼所在地块卖给了顺和洋行。作为回报，汇丰银行以每月250元的低价租下了新楼中一个拥有独立入口的办公区。1914年11月7日，日英联军占领青岛，禅臣洋行分行经理霍夫特被日本军政当局作为战俘逮捕，原禅臣洋行大楼被当局没收，并被拍卖给日本商人。汇丰银行仍保留其办公室，并长期在此营业。汇丰银行青岛分行设立于1912年1月，主要为欧美商人服务。据记载，汇丰银行青岛分行所在大楼曾于1926年1月由德记营业公司进行内部改建设计。另有资料提及美孚石油公司等公司，以及英国商业会议所曾设于该楼内。
1928年，禅臣洋行在青岛重新开设分支机构，在青岛取引所大楼内租用房间办公，业务远不如昔。1930年，禅臣洋行驻青分支机构迁往商河路，三年后又迁往广东路。1941年12月太平洋战争爆发后，汇丰银行青岛分行停业。1945年二战结束后，禅臣洋行驻青分支机构解散，汇丰银行青岛分行于1946年8月复业。1949年6月青岛解放后，汇丰银行青岛分行被批准复业，1951年5月因业务清淡歇业。此后原禅臣洋行、汇丰银行办公楼曾为部队用房，1990年代曾为中国农业银行市北区办事处，此后至2010年代曾为酒店，现已闲置。2000年以“英国汇丰银行旧址”之名列入第一批青岛市历史优秀建筑名单，2006年以“英国汇丰银行青岛分行旧址”之名列入山东省文物保护单位青岛馆陶路近代建筑的保护范围。2007年1月6日晚，该建筑发生火灾，阁楼大面积被烧毁。修复后原建筑内部结构大部分改变。

## 建筑特色
禅臣洋行青岛分行旧址位于馆陶路吴淞路路口东北角，占地面积6180.03平方米，建筑面积3149.48平方米，砖石木结构。平面呈“L”形，分西面、南面两部分，以西部为主体，地上2层，地下1层。外墙花岗岩蘑菇石砌基，水刷灰黄墙面，开矩形窗，蒙莎屋顶上开有老虎窗。西立面大致对称，中央一层设入口，两侧设圆柱，顶部为山花状装饰，上方檐口起曲线山墙。南侧路口处转角为弧形，二层窗以6根圆柱间隔。整体造型轻快，与严谨凝重的银行建筑有所不同。。

## 图集
- 原禅臣洋行办公楼，汇丰银行青岛分行所在办公楼，1923年
- 美孚石油公司人员在该楼门前合影，1938年4月
- 禅臣洋行、汇丰银行青岛分行旧址火灾前的状况
- 禅臣洋行、汇丰银行青岛分行旧址，2015年1月